# Fricourt
Fricourt – miejscowość i gmina we Francji, w regionie Hauts-de-France, w departamencie Somma.
Według danych na rok 2011 gminę zamieszkiwało 498 osób, a gęstość zaludnienia wynosiła 44 osoby/km² (wśród 2293 gmin Pikardii Fricourt plasuje się na 559. miejscu pod względem liczby ludności, natomiast pod względem powierzchni na miejscu 362.).